# 27178 Quino
27178 Quino è un asteroide della fascia principale. Scoperto nel 1999, presenta un'orbita caratterizzata da un semiasse maggiore pari a 2,2569669 UA e da un'eccentricità di 0,0502780, inclinata di 4,69170° rispetto all'eclittica.